# Cobla de tres quartans

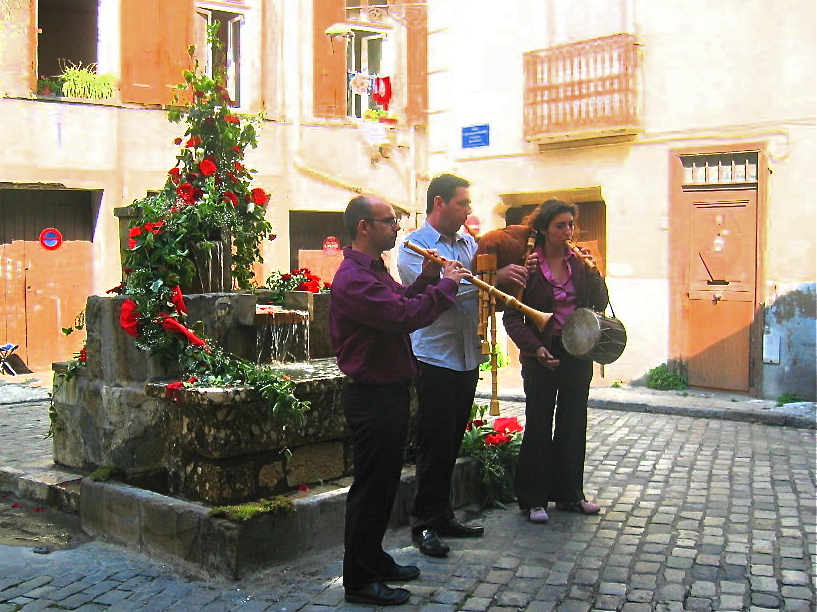
Cobla de tres quartans

La cobla de tres quartans (literalmente copla de tres cuartos) es una agrupación instrumental catalana anterior y precursora de la cobla de sardanas. Tiene su origen en las coblas de juglares y ministriles que se reseñan en varios documentos medievales catalanes: en el siglo XIV, el rey Juan I, de Aragón, el Cazador tenía en su corte una nutrida cobla real que intervenía en las ceremonias oficiales, haciendo un papel similar al que ahora hacen las bandas municipales de música. Estas coblas de juglares y ministriles estaban integradas por un número variable de músicos, que tocaban trompetas, trompas, tabales y sacs de gemecs.
A principios del siglo XVIII, las coblas de ministriles estaban normalmente formadas por un flabiol y un tamboril (o tabal), una tarota, y un sac de gemecs, o cornamusa, que más adelante sería reemplazado por una tenora de tesitura y afinación más grave que la actual. Y, parece que en el Ampurdán, esta formación reducida de tres músicos que tocaban cuatro instrumentos (flabiol y tamboril, que se tocaban por el mismo intérprete) fue denominada socarronamente como de tres quartans. Cuando los músicos solo eran dos, el flabiolero y el cornamusero, el grupo recibía el nombre de mitja cobla. Estas formaciones cumplían varias funciones en las fiestas populares: ilustrar musicalmente la función religiosa, animar el baile de plaza y orquestar los bailes o saraos a techo cubierto. A nivel musical, la cobla estaba muy compensada, puesto que el tamboril se encargaba de la parte rítmica y de las notas graves, el sac de gemecs marcaba la armonía y la melodía, el flabiol doblaba la melodía en una octava más aguda y la tarota hacía la segunda voz de la melodía.
En la tercera década del siglo XIX, los músicos empezaron a ensayar el uso otros instrumentos, como el cornetín, el figle o el fliscorno que, gracias a la reforma de José Ventura, acabarían llevando a la constitución de la cobla en su formación actual: flabiol y tamboril, dos tibles, dos tenoras, dos trompetas, trombón, dos fliscornos y contrabajo. Desde los años 80, la cobla de tres quartans ha sido redescubierta considerablemente en Cataluña y varias formaciones la divulgan en todo el país.